# Harsyreväxter
Harsyreväxter (Oxalidaceae) är en familj med örter, buskar och små träd. De flesta av de omkring 800–900 arterna finns i släktet oxalisar (Oxalis). Karaktäristiskt för harsyreväxterna är att deras blad består av flera småblad som "öppnar" sig när det är ljust och slokar i mörker.
Harsyreväxter förekommer från tempererade områden till tropiska. Den enda inhemska arten i Sverige är harsyra (Oxalis acetosella).